# Горње Граматиково
Горње Граматиково (грч. Άνω Γραμματικό, Ано Граматико) је насељено место у општини Воден у периферији Средишња Македонија, Грчка. Према попису из 2021. године било је 16 становника.
Српски географ Боривоје Милојевић, 1920. године наводи да је у Горњем Граматикову било 100 кућа Аромуна. Некада је Горње Граматиково било словенско насеље, које је највероватније страдало током Негушког устанка 1822. године. Доста касније село су населили аромунски сточари из Епира. На попису из 1940. село је имало 615 становника. За време Другог светског и Грчког грађанског рата село је поново страдало, док је становништво 1947. године евакуисано у Воден. После нормализације стања део мештана се вратио и обновио село.